# گیونوبو
گیونوبو (به ژاپنی: 祇園坊 or ぎおんぼう Gionbō) یکی از انواع واگاشی (شیرینی ژاپنی) است. شکل ظاهری این شیرینی شبیه به خرمالوی خشک شده است. 